# Michel Sapanet
Michel Sapanet, né le 3 novembre 1952 à Thouars dans les Deux-Sèvres, est un médecin légiste français, à l'origine spécialiste de stomatologie et de chirurgie maxillofaciale.

## Biographie
Praticien hospitalier, spécialiste de stomatologie et de chirurgie maxillofaciale dans les années 1980, Michel Sapanet devient médecin légiste dans les années 2000. Également maitre de conférence des universités, expert auprès de la Cour d'appel de Poitiers (en 1996), il est depuis 2011 responsable de l'unité médico-judiciaire du CHU de Poitiers.
Depuis 2009, il publie Chroniques d'un médecin légiste qui rencontre un fort succès, avec plus de 100 000 exemplaires vendus,,.
Il est également expert pour l'émission Non élucidé d'Arnaud Poivre d'Arvor.

## Publications
- L'expertise dentaire et maxillo-faciale, Masson, 1996
- L'identification comparative, Atlantique, 2001
- Chroniques d'un médecin légiste, Editions J.-C. Gawsewitch, 2009
- Les nouvelles chroniques d'un médecin légiste, Editions J.-C. Gawsewitch, 2011
- La nomenclature Dintilhac et l'expertise dentaire et maxillo faciale, Atlantique, 2011
- Autres chroniques d'un médecin légiste, Editions J.-C. Gawsewitch, 2012
- En direct de la morgue chroniques d’un médecin légiste, Édition Plon, 2020
- Autopsies , Édition Plon, 2022